# Bispo-do-mar

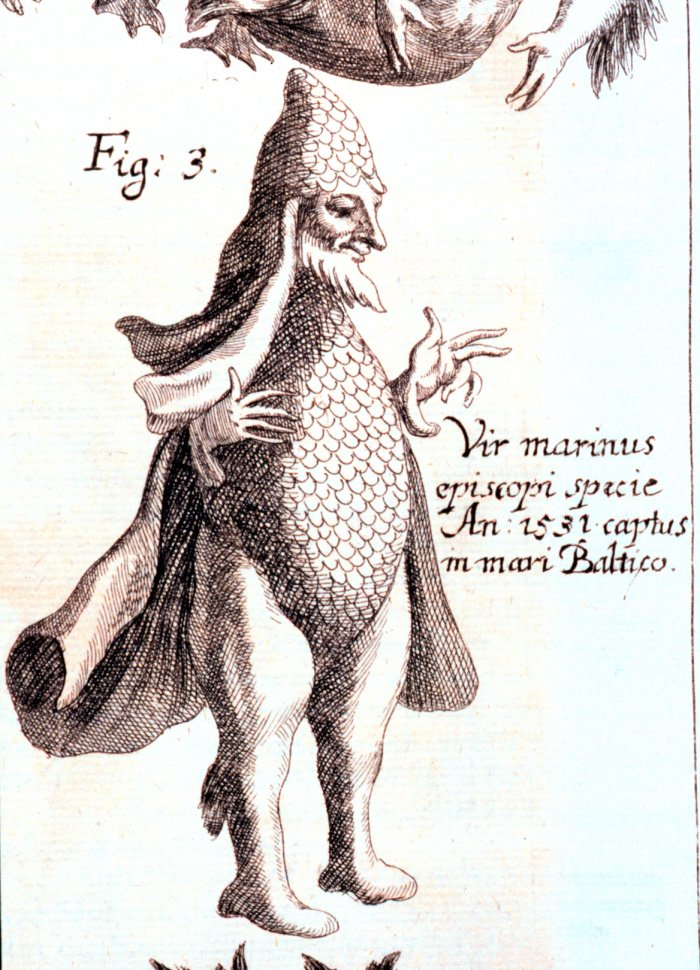
Bispo do Mar, pode-se ler ao lado da imagem: Vir Marinus Episcopi specie/An: 1531/captus in mari Baltico.

Bispo do Mar (ou Peixe-bispo) é uma espécie de monstro marinho cujos relatos datam do século XVI. De acordo com a lenda foi capturado em 1433 no Mar Báltico, e foi oferecido ao rei da Polónia que desejou mantê-lo consigo. Ao ser apresentado a um grupo de bispos católicos gesticulou como se solicitasse sua libertação, súplica essa atendida pelo rei, assim sendo fez o Sinal da Cruz, em gratidão e desapareceu no mar em seguida. Supostamente um exemplar da espécie foi capturado próximo a Alemanha em 1531, porém, recusando-se a alimentar-se morreu em três dias. Foi descrito no quarto volume da obra de Conrad Gesner, Historia animalium.